# Elisabeth van Bourgondië

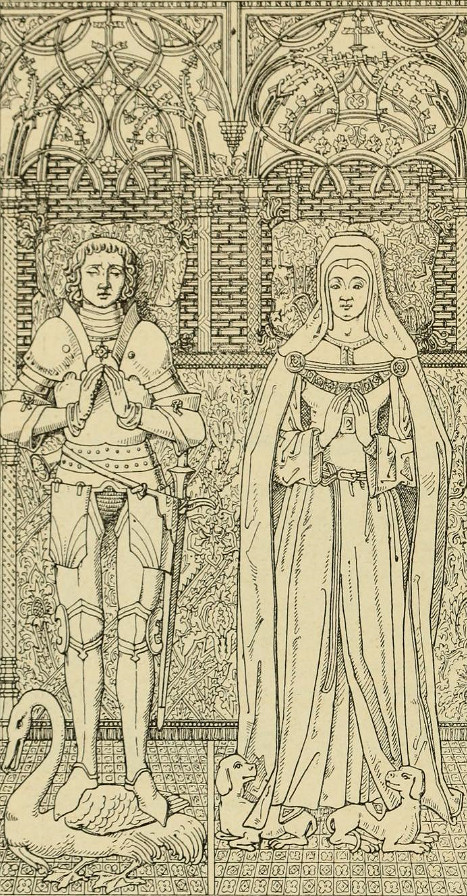
Tekening van de grafplaat van Johan I van Kleef en Elisabeth van Bourgondië in de Stiftskerk in Kleef.

Elisabeth van Bourgondië (1438-1483), dochter en erfgename van  Jan van Nevers uit zijn huwelijk met Jacoba van Ailly (-1470), dochter van Roland van Ailly. Zij overleed voor haar vader stierf en kon dus nooit de erfrechten realiseren.
Elisabeth huwde op 22 april 1455 met Jan van Kleef, zoon van Adolf IV van Kleef-Mark.
Uit dit huwelijk:
- Johan II van Kleef (1458-1521)
- Adolf (1461-1498), kanunnik in Luik
- Engelbrecht (1462-1521), graaf van Nevers
- Diederik (1464-jong gestorven)
- Maria (1465-1513)
- Filips (1467-1505), bisschop van Nevers, van Amiens en van Autun.

Elisabeth van Bourgondië en Jan van Kleef verloofden zich op 31 januari 1454 in de voorbereidende festiviteiten rond het Banket van de Fazant

## Voorouders
| Voorouders van Elisabeth van Bourgondië (1439-1483) | Voorouders van Elisabeth van Bourgondië (1439-1483)            | Voorouders van Elisabeth van Bourgondië (1439-1483)            | Voorouders van Elisabeth van Bourgondië (1439-1483)           | Voorouders van Elisabeth van Bourgondië (1439-1483)           | Voorouders van Elisabeth van Bourgondië (1439-1483)         | Voorouders van Elisabeth van Bourgondië (1439-1483)         | Voorouders van Elisabeth van Bourgondië (1439-1483)         | Voorouders van Elisabeth van Bourgondië (1439-1483)         |
| --------------------------------------------------- | -------------------------------------------------------------- | -------------------------------------------------------------- | ------------------------------------------------------------- | ------------------------------------------------------------- | ----------------------------------------------------------- | ----------------------------------------------------------- | ----------------------------------------------------------- | ----------------------------------------------------------- |
| Overgrootouders                                     | Filips de Stoute (1342-14040 ∞ Margaretha van Male (1350-1405) | Filips de Stoute (1342-14040 ∞ Margaretha van Male (1350-1405) | Filips van Artesië (1358-1397) ∞ Maria van Berry (1367-1434)  | Filips van Artesië (1358-1397) ∞ Maria van Berry (1367-1434)  | ? (-) ∞ ? (-)                                               | ? (-) ∞ ? (-)                                               | ? (-) ∞ ? (-)                                               | ? (-) ∞ ? (-)                                               |
| Grootouders                                         | Filips van Nevers (1389-1415) ∞ Bonne van Artesië (1396-1425)  | Filips van Nevers (1389-1415) ∞ Bonne van Artesië (1396-1425)  | Filips van Nevers (1389-1415) ∞ Bonne van Artesië (1396-1425) | Filips van Nevers (1389-1415) ∞ Bonne van Artesië (1396-1425) | Raoul d'Ailly (1414-1486) ∞ Jacqueline de Béthune (-)       | Raoul d'Ailly (1414-1486) ∞ Jacqueline de Béthune (-)       | Raoul d'Ailly (1414-1486) ∞ Jacqueline de Béthune (-)       | Raoul d'Ailly (1414-1486) ∞ Jacqueline de Béthune (-)       |
| Ouders                                              | Jan van Bourgondië (1415-1491) ∞ Jacqueline d'Ailly (-1470)    | Jan van Bourgondië (1415-1491) ∞ Jacqueline d'Ailly (-1470)    | Jan van Bourgondië (1415-1491) ∞ Jacqueline d'Ailly (-1470)   | Jan van Bourgondië (1415-1491) ∞ Jacqueline d'Ailly (-1470)   | Jan van Bourgondië (1415-1491) ∞ Jacqueline d'Ailly (-1470) | Jan van Bourgondië (1415-1491) ∞ Jacqueline d'Ailly (-1470) | Jan van Bourgondië (1415-1491) ∞ Jacqueline d'Ailly (-1470) | Jan van Bourgondië (1415-1491) ∞ Jacqueline d'Ailly (-1470) |